# Toledo Storm
Toledo Storm – amerykański klub hokeja na lodzie z siedzibą w  Toledo działający w latach 1991–2007, występujący w East Coast Hockey League w dywizji północnej, konferencji amerykańskiej. Zespół był filią zespołu Detroit Red Wings i Chicago Blackhawks z NHL oraz Grand Rapids Griffins i Norfolk Admirals. 
W 2009 roku jego kontynuatorem został Toledo Walleye.

## Osiągnięcia
- Mistrzostwo sezonu regularnego ECHL: 1992, 2003
- Mistrzostwo dywizji ECHL: 1992, 1993, 1994, 1996, 2003, 2006
- Kelly Cup: 1993, 1994